# Maxime Godart

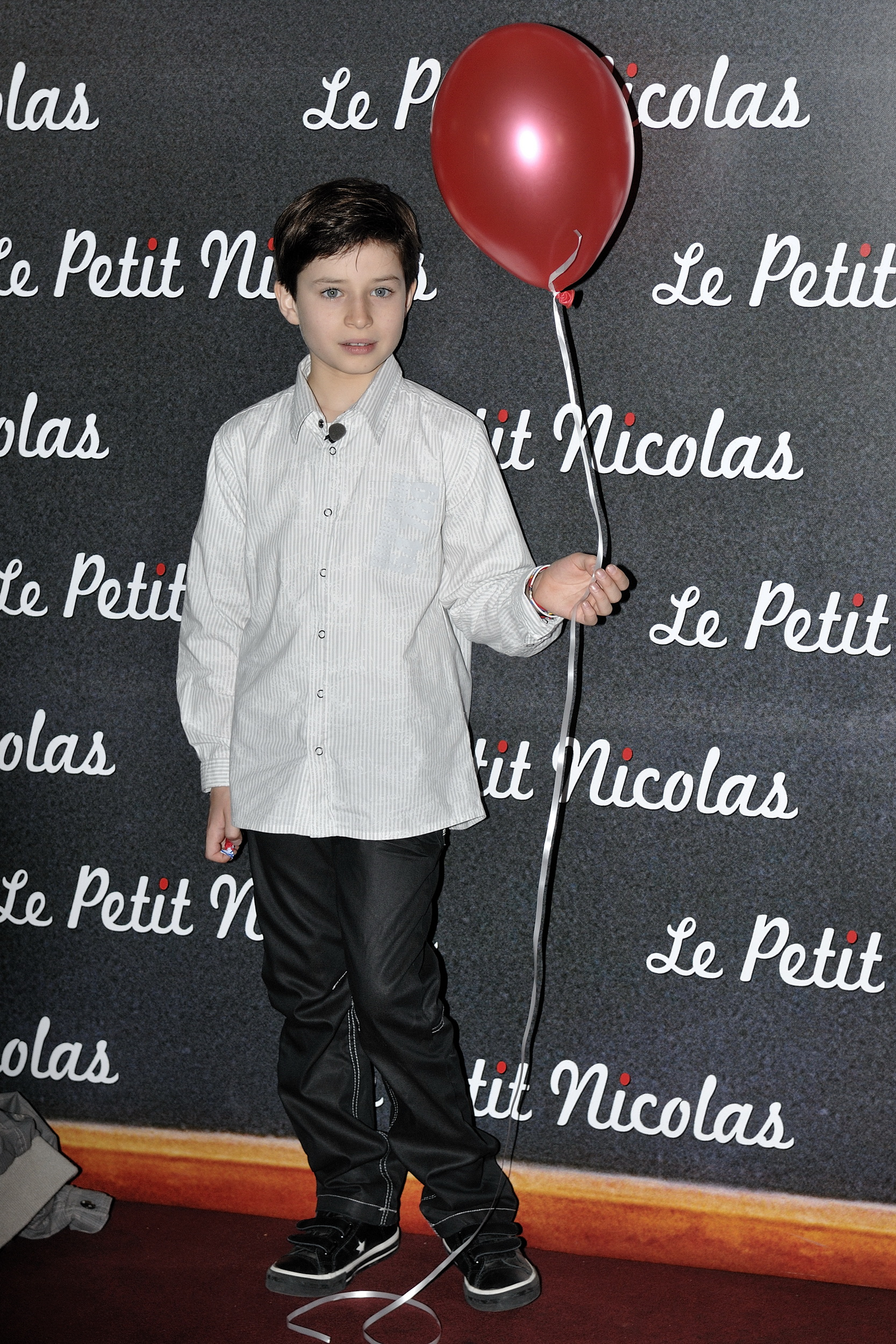
Maxime Godart am 20. September 2009 bei der Premiere von Der kleine Nick

Maxime Godart (* 2. Oktober 1999 in Compiègne) ist ein französischer Schauspieler. Internationale Bekanntheit erlangte er vor allem durch seine Titelrolle des kleinen Nick im gleichnamigen 2009 erschienenen Film.

## Leben
Maxime Godart wurde im Jahre 1999 als Sohn von Alexandre und Florence Godart in der nordfranzösischen Stadt Compiègne geboren und besuchte im Alter von acht Jahren erstmals Schauspielkurse im Centre Culturel Yves Guyon von Noyon, etwa 30 Kilometer nördlich seiner Geburtsstadt. Über eine Anzeige im Internet wurde die Familie darauf aufmerksam, dass unter der Regie von Laurent Tirard die Hauptfigur für eine Verfilmung der Kinderbuchserie Der kleine Nick gesucht wird. Nachdem er anfangs nicht von Tirard mit der Rolle bedacht wurde, wurde er später doch noch erfolgreich in die Rolle des kleinen Nick gecastet, wobei der Film kurz vor seinem 10. Geburtstag am 20. September 2009 seine Premiere in den französischen Kinos feierte.
Im nachfolgenden Jahr war der junge Nachwuchsschauspieler, dessen Stimme in der deutschsprachigen Fassung von Der kleine Nick von Edgar Sehr übernommen wurde, viel umworben. Neben diversen Fernsehauftritten in Talk-Shows wie Le Grand Journal (Canal+) (2 Folgen) und Les Enfants de la télé (1 Folge) wurde er am 15. Januar 2010 für einen Prix Lumières in der Kategorie Bester Nachwuchsdarsteller nominiert, konnte sich dabei allerdings nicht gegen die Konkurrenz durchsetzen; den Preis gewannen stattdessen Vincent Lacoste und Anthony Sonigo aus Jungs bleiben Jungs. Des Weiteren war er unter der Regie von Pierre Palmade im Jahre 2010 in dessen Fernsehfilm Le grand restaurant, der auf France 2 ausgestrahlt wurde, in einer kleinen unwesentlichen Nebenrolle zu sehen. Im gleichen Jahr hatte er auch einen größeren Auftritt in der Nebenrolle des Bruce in Les Meilleurs Amis du monde.
Danach wurde es weitgehend ruhig um das junge Nachwuchstalent, das bis dato (Stand: Februar 2017) in keiner Film- oder Fernsehproduktion mehr zu sehen war. Am 13. März 2015 nahm er an einer Konferenz des Franko-Kanadiers Hubert Reeves vor den Hochschulen der Picardie teil. Heute (Stand: 15. August 2015) lebt Godart weiterhin in seiner Geburtsstadt Compiègne, wo er seine Schulausbildung absolviert und weiterhin an der Centre Culturel Yves Guyon in Noyon als Schauspieler ausgebildet wird.

## Filmografie
- 2009: Der kleine Nick (Le petit Nicolas)
- 2010: Le Grand Restaurant
- 2010: Les Meilleurs Amis du monde